# Kiralni politop
Kiralni politop je v matematiki politop, ki ima dve orbiti zastav v svoji grupi simetrije tako, da so sosednje zastave v različnih orbitah.  